# Ullmannkondensation
En Ullmannkondensation eller Ullmann-type reaktion er en kobber-katalyseret kemisk reaktion af en aryl-halid til en arylether, arylthioether, arylnitril og arylaminer. Det er eksempel på en krydskoblingsreaktion. Reaktionstypen er opkaldt efter Fritz Ullmann.
Ullmannkondensation er sammenlignelig med Buchwald–Hartwig reaktioner, men kræver normalt højere temperatur. Traditionelt har disse reaktioner kræver polære solventer med højt kogepunkt, som N-methylpyrrolidon, nitrobenzen eller dimethylformamid og høj temperatur (ofte over 210 °C) med støkiometriske mængder af koober. Arylhalider skal aktiveres med en elektrontiltrækkende gruppe. Traditionelle Ullmann-type reaktioner bruger "aktiveret" kobberpulver, der f.eks. kan tilberedes in situ ved reduktion af kobbersulfat med zincmetal i varmt vand. Metodogien blev forbedret med introduktionen af opløselige kobberkatalysatorer støttet med diaminer og acetylacetonat-ligander.

## Historie
Ullmann ethersyntese er navngivet efter opfinderen, Fritz Ullmann. Den tilsvarende Goldbergreaktion er navngivet efter Irma Goldberg. Hurtleyreaktionen, der involverer dannelsen af en C-C binding, er ligeledes navngivet efter opfinderen, William Robert Hardy Hurtley.

## Ullmann ethersyntese: C-O kobling
Et illustrativt eksempel på en traditionel Ullmann ethersyntese er fremstillingen af p-nitrophenyl phenylether fra 4-chloronitrobenzen og fenol.
O2NC6H4Cl  +  C6H5OH  +  KOH  →  O2NC6H4O−C6H5  +  KCl  +  H2O
Kobber bliver brugt som katalysator enten som kobbermetal eller som et kobbersalt. Moderne arylinering bruger opløselige kobberkatalysatorer.

## Goldbergreaktion: C-N kobling
En traditionel Goldbergreaktion involverer en anilin med et arylhalid. Koblingen af 2-chlorobenzoic acid og anilin er et illustrativt eksempel:
C6H5NH2  +  ClC6H4CO2H  +  KOH  →  C6H5N(H)−C6H4CO2H  +  KCl  +  H2O
En typisk katalysator dannes fra kobber(I) iodid og phenanthrolin. Reaktionen er et alternativ til Buchwald–Hartwig amineringsreaktion.
Aryl iodides are more reactive arylating agents than are aryl chlorides, following the usual pattern. Electron-withdrawing groups on the aryl halide also accelerate the coupling.

## Hurtleyreaktion: C-C kobling
Nukleofilen kan også være arbon, inklusive carbanioner samt cyanid. I en traditionel Hurtleyreaktion er carbon-nukleofiler fra malonester og andre dicarbonyl-forbindelser:
Z2CH2  +  BrC6H4CO2H  +  KOH  →  Z2C(H)−C6H4CO2H  +  KBr  +  H2O  (Z = CO2H)
Flere moderne Cu-katalyserede C-C krydskoblinger benytter opløselige kobberkomplekser, der indeholder phenanthrolin-ligamder.

## C–S kobling
Aryleringen alkylthiolater fortsætter efter et intermediat med kobberthiolater.